# NGC 531
NGC 531 (również PGC 5340, UGC 1012 lub HCG 10C) – galaktyka spiralna z poprzeczką (SB0-a), znajdująca się w gwiazdozbiorze Andromedy. Odkrył ją 16 października 1855 roku R.J. Mitchell – asystent Williama Parsonsa. Należy do zwartej grupy galaktyk Hickson 10 (HCG 10).

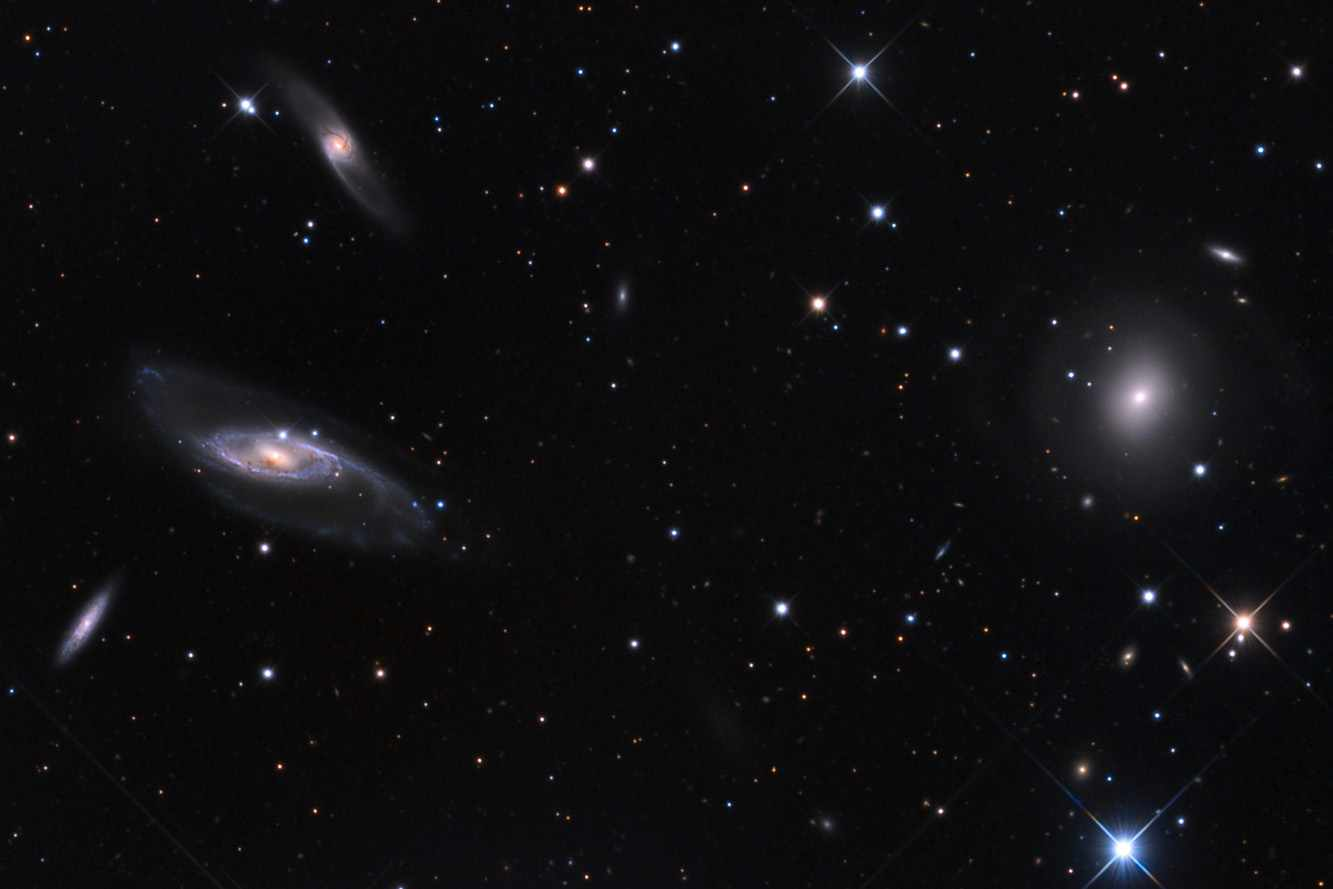
Hickson 10. NGC 531 – galaktyka w lewym górnym rogu, poniżej niej NGC 536 i NGC 542, po prawej NGC 529 (Mount Lemmon SkyCenter)